# Niccolò di Lira
Niccolò di Lira, in latino: Nicolaus Lyranus, in francese: Nicolas de Lyre (Lira, 1270 circa – Parigi, 23 ottobre 1349), è stato un francescano e teologo francese.

## Biografia
Vestì l'abito dei Frati minori francescani nel convento di Verneuil-sur-Avre (1291). Conseguì il dottorato in teologia alla Sorbona attorno al 1309. Fu successivamente padre provinciale della Francia (1319 e 1322) e della Borgogna (1325). Nel 1322 prese parte al capitolo generale dell'Ordine francescano che si svolse a Perugia nel quale i francescani affermarono le loro tesi sulla povertà di Cristo e degli Apostoli con un documento che fu condannato successivamente dal papa Giovanni XXII. Nel 1330 si recò a Parigi dove fondò il collegio di Borgogna. Prese parte anche alla controversia sulla visione beatifica, a cui dedicò il trattato De visione divinae essentiae. Si interessò soprattutto di esegesi: studiò la Sacra Scrittura ricorrendo anche al testo ebraico e agli interpreti ebrei. Nel XVI secolo si diffuse la leggenda che Niccolò fosse di origini ebraiche.

## Opere
- De visione divinae essentiae
- Tractatus de differentia nostrae translationis ab hebraica littera Veteris Testamenti (1333)
- Postillae litterales (1322-31; Iª edizione in 5 volumi 1471-72)
- Postillae morales seu mysticae (1339; Iª edizione 1478)
- Probatio adventus Christi contra Iudaeos (Iª edizione 1470)